# Ruine Zarge
Die Ruine Zarge, auch Alte Zarge genannt, ist die Ruine einer Höhenburg auf 245 m ü. NN über dem Kochertal auf dem unteren Sporn des Zargenbergs beim Stadtteil Nagelsberg (Zur Zarge) der Stadt Künzelsau im Hohenlohekreis in Baden-Württemberg.
Die Burg wurde vermutlich im 11. Jahrhundert erbaut, soll um 1090 Sitz der legendären Mechthild vom Stein gewesen sein und war bereits im 14. Jahrhundert Ruine.
Die Burg war eine mittelgroße Anlage auf einem etwa 550 Quadratmeter großen Burgareal. Die Ruine zeigt noch die bergwärts gelegene Schildmauer, deren Balkenauflager auf ein an der Mauer angelegtes Holzgebäude hinweisen.